# Красная Горка (Свердловская область)
Красная Горка — посёлок в Полевском муниципальном округе Свердловской области России.

## География
Посёлок Красная Горка расположен в 4 километрах к северо-северо-востоку от города Полевского на берегах речки Красногорки (левый приток Чусовой). В черте посёлка на речке Красногорке имеются два пруда.

## История
Принято считать, что поселение основано в 1720 году. Эту дату впервые ввёл кособродский краевед Николай Фёдорович Зюзёв в 1977 году. Но в данном случаем речь идёт о повторном основании. На самом же деле этот населённый пункт появился близ реки Чусовой в конце XVII — начале XVIII века как деревня Красная Гора. В ней жили татары и русские. Это селение показано на некоторых картах, сочинённых до 1720 года. В XIX—XX веках на Красногорском руднике шла добыча марганцевой руды и бурого железняка.

## Население
| 2002 | 2010 |
| ---- | ---- |
| 394  | ↗402 |